# Xã Richwoods, Quận Jackson, Arkansas
Xã Richwoods (tiếng Anh: Richwoods Township) là một xã thuộc quận Jackson, tiểu bang Arkansas, Hoa Kỳ. Năm 2010, dân số của xã này là 341 người.